# Mistrovství Československa v orientačním běhu 1974
Mistrovství Československé socialistické republiky v orientačním běhu proběhlo v roce 1974 ve třech individuálních a jedné týmové disciplíně.

## Mistrovství ČSSR v nočním OB
| Datum závodu   | 14. 9. 1974  |  | Místo konání    | Kostelec u Holešova • aréna |  | Pořadatel       | KOB Směr Kroměříž              |
| Ředitel závodu | Zdeněk Jaroš |  | Hlavní rozhodčí | Boris Dvorský               |  | Stavitelé tratí | Pavel Škopík, Jaroslav Malcher |
| Název mapy     | Tereza       |  | Web závodu      |                             |  | Výsledky závodu |                                |

| Zkrácené výsledky             | Zkrácené výsledky       | Zkrácené výsledky         | Zkrácené výsledky       | Zkrácené výsledky       | Zkrácené výsledky | Zkrácené výsledky       | Zkrácené výsledky       | Zkrácené výsledky       | Zkrácené výsledky       |
| Pořadí                        | H21 – muži              | H21 – muži                | H21 – muži              | H21 – muži              | Pořadí            | D21 – ženy              | D21 – ženy              | D21 – ženy              | D21 – ženy              |
| ----------------------------- | ----------------------- | ------------------------- | ----------------------- | ----------------------- | ----------------- | ----------------------- | ----------------------- | ----------------------- | ----------------------- |
| Zlatá medaile                 | Antonín Sklenář         | Lokomotiva Olomouc        | 1:12:13                 |                         | Zlatá medaile     | Naděžda Mertová         | TJ Gottwaldov           | 50:21                   |                         |
| Stříbrná medaile              | Petr Beránek            | Jiskra Nový Bor           | 1:17:38                 | +5:25                   | Stříbrná medaile  | Věra Řádková            | Tesla Brno              | 53:02                   | +2:41                   |
| Bronzová medaile              | Přemek Škoda            | Slavia Liberec            | 1:18:22                 | +6:09                   | Bronzová medaile  | Zuzana Telecká          | VŠZ Brno                | 56:56                   | +6:35                   |
| 4                             | Miloslav Lukavec        | KOB Dobruška              | 1:20:17                 | +8:04                   | 4                 | Vanda Prysczová         | TŽ Třinec               | 57:29                   | +7:08                   |
| 5                             | Ondřej Duda             | FS Praha                  | 1:20:51                 | +8:38                   | 5                 | Emílie Špačková         | TJ Gottwaldov           | 59:07                   | +8:46                   |
| 6                             | Břetislav Starý         | VŠB Ostrava               | 1:21:20                 | +9:07                   | 6                 | Ivana Nečasová          | VŠ Praha                | 1:00:54                 | +10:33                  |
| 7                             | Milan Fiala             |                           | 1:24:17                 | +12:04                  | 7                 | Ivana Uhrová            | FS Praha                | 1:08:21                 | +18:00                  |
| 8                             | Jiří Ticháček           | VŠZ Brno                  | 1:24:27                 | +12:14                  | 8                 | Ivana Korbášová         | TŽ Třinec               | 1:18:51                 | +28:30                  |
| 9                             | Pavel Junek             | FS Praha                  | 1:25:19                 | +13:06                  | 9                 | Marie Lučanová          | TJ Gottwaldov           | 1:52:40                 | +62:19                  |
| 10                            | Miroslav Sikora         | Baník Ostrava OKD         | 1:27:32                 | +15:19                  |                   |                         |                         |                         |                         |
| Pořadí                        | H19 – junioři           | H19 – junioři             | H19 – junioři           | H19 – junioři           | Pořadí            | D19 – juniorky          | D19 – juniorky          | D19 – juniorky          | D19 – juniorky          |
| Zlatá medaile                 | Pavel Ditrych           | Lokomotiva Pardubice      | 58:05                   |                         | Zlatá medaile     | Anna Coufalíková        | TJ Gottwaldov           | 53:44                   |                         |
| Stříbrná medaile              | Jiří Cabrnoch           | Lokomotiva Pardubice      | 1:06:14                 | +8:09                   | Stříbrná medaile  | Helena Střížová         | TJ Opava                | 54:21                   | +0:37                   |
| Bronzová medaile              | Antonín Mikan           | VŠZ Brno                  | 1:09:06                 | +11:01                  | Bronzová medaile  | Jarmila Vahalová        | TŽ Třinec               | 56:49                   | +3:05                   |
| Pořadí                        | H17 – starší dorostenci | H17 – starší dorostenci   | H17 – starší dorostenci | H17 – starší dorostenci | Pořadí            | D17 – starší dorostenky | D17 – starší dorostenky | D17 – starší dorostenky | D17 – starší dorostenky |
| Zlatá medaile                 | Jaromír Stonawski       | TJ TŽ Třinec              | 32:27                   |                         | Zlatá medaile     | Hana Jindrová           | TJ Gottwaldov           | 28:38                   |                         |
| Stříbrná medaile              | Stanislav Červinka      | KBP Praha (Spartak Kbely) | 33:36                   | +1:09                   | Stříbrná medaile  | Vladimíra Hudečková     | Tesla Brno              | 29:15                   | +0:37                   |
| Bronzová medaile              | Petr Cigoš              | Tesla Brno                | 35:40                   | +3:13                   | Bronzová medaile  | Marie Sedláčková        | TJ Gottwaldov           | 33:08                   | +4:30                   |
| Pořadí                        | H15 – mladší dorostenci | H15 – mladší dorostenci   | H15 – mladší dorostenci | H15 – mladší dorostenci | Pořadí            | D15 – mladší dorostenky | D15 – mladší dorostenky | D15 – mladší dorostenky | D15 – mladší dorostenky |
| Zlatá medaile                 | Radek Novotný           | Tesla Brno                | 30:42                   |                         | Zlatá medaile     | Věra Volfová            | TJ Gottwaldov           | 31:05                   |                         |
| Stříbrná medaile              | Antonín Kusbach         | TJ Gottwaldov             | 32:37                   | +1:55                   | Stříbrná medaile  | Světlana Červinková     | TJ Gottwaldov           | 34:46                   | +3:41                   |
| Bronzová medaile              | Pavol Irip              | Lokomotíva Bratislava     | 32:41                   | +1:59                   | Bronzová medaile  | Miroslava Fialová       | TJ Gottwaldov           | 37:05                   | +6:00                   |
| << předchozí • následující >> |                         |                           |                         |                         |                   |                         |                         |                         |                         |

Souhrnné informace naleznete v článku Mistrovství Československa v nočním orientačním běhu.

## Mistrovství ČSSR jednotlivců (klasická trať)
| Datum závodu   | 12. 10. 1974            |  | Místo konání    | Bratislava - Záhorská Bystrica |  | Pořadatel       | TJ Rapid Bratislava                                     |
| Ředitel závodu | Mojmír Šeliga           |  | Hlavní rozhodčí | Pavol Brunovský                |  | Stavitelé tratí | Peter Sláma, Štefan Šujan, Pavol Brunovský, Milan Šubín |
| Název mapy     | Táľky[nedostupný zdroj] |  | Web závodu      |                                |  | Výsledky závodu |                                                         |

| Zkrácené výsledky             | Zkrácené výsledky       | Zkrácené výsledky       | Zkrácené výsledky       | Zkrácené výsledky       | Zkrácené výsledky | Zkrácené výsledky       | Zkrácené výsledky       | Zkrácené výsledky       | Zkrácené výsledky       |
| Pořadí                        | H21 – muži              | H21 – muži              | H21 – muži              | H21 – muži              | Pořadí            | D21 – ženy              | D21 – ženy              | D21 – ženy              | D21 – ženy              |
| ----------------------------- | ----------------------- | ----------------------- | ----------------------- | ----------------------- | ----------------- | ----------------------- | ----------------------- | ----------------------- | ----------------------- |
| Zlatá medaile                 | Jaroslav Kačmarčík      | TŽ Třinec               | 1:32:30                 |                         | Zlatá medaile     | Renata Vlachová         | VŠB Ostrava             | 52:59                   |                         |
| Stříbrná medaile              | Zdeněk Lenhart          | VŠZ Brno                | 1:34:15                 | +1:45                   | Stříbrná medaile  | Olga Nejedlá            | TJ Gottwaldov           | 58:34                   | +5:35                   |
| Bronzová medaile              | Jiří Ticháček           | VŠZ Brno                | 1:35:41                 | +3:11                   | Bronzová medaile  | Dana Ticháčková         | VŠZ Brno                | 59:02                   | +6:03                   |
| 4                             | Petr Uher               | KOB Dobruška            | 1:36:02                 | +3:32                   | 4                 | Naděžda Mertová         | TJ Gottwaldov           | 1:00:48                 | +7:49                   |
| 5                             | Jaroslav Hořínek        | USK Praha               | 1:36:23                 | +3:53                   | 5                 | Svatava Vanclová        | VŠ Praha                | 1:01:06                 | +8:07                   |
| 6                             | Josef Borůvka           | USK Praha               | 1:39:40                 | +7:10                   | 6                 | Viola Kubindová         | Slávia VŠT Košice       | 1:02:05                 | +9:06                   |
| 7                             | Oldřich Pilc            | Lokomotiva Krnov        | 1:41:16                 | +8:46                   | 7                 | Pavla Stará             | VŠB Ostrava             | 1:03:41                 | +10:42                  |
| 8                             | Oldřich Vlach           | VSK VŠB TU Ostrava      | 1:41:54                 | +9:24                   | 8                 | Zuzana Telecká          | VŠZ Brno                | 1:04:23                 | +11:24                  |
| 9                             | Bohumil Loveček         | Zbrojovka Vsetín        | 1:42:33                 | +10:03                  | 9                 | Anna Handzlová          | TJ TŽ Třinec            | 1:05:13                 | +12:14                  |
| 10                            | Martin Telecký          | VŠZ Brno                | 1:42:59                 | +10:29                  | 10                | Ivana Uhrová            | FS Praha                | 1:06:16                 | +13:17                  |
| Pořadí                        | H19 – junioři           | H19 – junioři           | H19 – junioři           | H19 – junioři           | Pořadí            | D19 – juniorky          | D19 – juniorky          | D19 – juniorky          | D19 – juniorky          |
| Zlatá medaile                 | Jiří Sýkora             | TJ Opava                | 1:06:04                 |                         | Zlatá medaile     | Anna Coufalíková        | TJ Gottwaldov           | 1:08:07                 |                         |
| Zlatá medaile                 | Antonín Mikan           | VŠZ Brno                | 1:06:04                 | +0:00                   | Stříbrná medaile  | Anna Novotná            | Lučenec                 | 1:08:24                 | +0:17                   |
| Bronzová medaile              | Ján Mižúr               | Lučenec                 | 1:13:02                 | +6:58                   | Bronzová medaile  | Edita Martínková        | Klub OB Martin          | 1:14:43                 | +6:36                   |
| Pořadí                        | H17 – starší dorostenci | H17 – starší dorostenci | H17 – starší dorostenci | H17 – starší dorostenci | Pořadí            | D17 – starší dorostenky | D17 – starší dorostenky | D17 – starší dorostenky | D17 – starší dorostenky |
| Zlatá medaile                 | Jaromír Stonawski       | TŽ Třinec               | 50:46                   |                         | Zlatá medaile     | Dobra Novotná           | Tesla Brno              | 41:58                   |                         |
| Stříbrná medaile              | Rudolf Nečas            | TJ Gottwaldov           | 57:15                   | +6:29                   | Stříbrná medaile  | Vladimíra Hudečková     | Tesla Brno              | 45:17                   | +3:19                   |
| Bronzová medaile              | Miroslav Bialožyt       | TŽ Třinec               | 1:00:33                 | +9:47                   | Bronzová medaile  | Renata Hošková          | VŠ Praha                | 51:49                   | +9:51                   |
| Pořadí                        | H15 – mladší dorostenci | H15 – mladší dorostenci | H15 – mladší dorostenci | H15 – mladší dorostenci | Pořadí            | D15 – mladší dorostenky | D15 – mladší dorostenky | D15 – mladší dorostenky | D15 – mladší dorostenky |
| Zlatá medaile                 | Pavol Irip              | Lokomotíva Bratislava   | 38:05                   |                         | Zlatá medaile     | Věra Volfová            | TJ Gottwaldov           | 30:42                   |                         |
| Stříbrná medaile              | Jiří Konopáč            | TJ Jičín                | 38:29                   | +0:24                   | Stříbrná medaile  | Blanka Šrámková         | Jiskra Nový Bor         | 34:11                   | +3:29                   |
| Bronzová medaile              | Luděk Pavelek           | TJ Opava                | 39:51                   | +1:46                   | Bronzová medaile  | Eva Nováčková           | Slavoj Ústí nad Labem   | 37:11                   | +6:29                   |
| << předchozí • následující >> |                         |                         |                         |                         |                   |                         |                         |                         |                         |

Souhrnné informace naleznete v článku Mistrovství Československa v orientačním běhu na klasické trati.

## Mistrovství ČSSR štafet
| Datum závodu   | 13. 10. 1974                 |  | Místo konání    | Bratislava - Záhorská Bystrica |  | Pořadatel       | TJ Rapid Bratislava                                     |
| Ředitel závodu | Mojmír Šeliga                |  | Hlavní rozhodčí | Pavol Brunovský                |  | Stavitelé tratí | Peter Sláma, Štefan Šujan, Pavol Brunovský, Milan Šubín |
| Název mapy     | Panský les[nedostupný zdroj] |  | Web závodu      |                                |  | Výsledky závodu |                                                         |

Souhrnné informace naleznete v článku Mistrovství Československa v orientačním běhu štafet.

## Mistrovství ČSSR na dlouhé trati
| Datum závodu   | 19. 10. 1974          |  | Místo konání    | Bytíz u Příbrami • aréna |  | Pořadatel       | SK Praga                                                 |
| Ředitel závodu | Richard Samohýl       |  | Hlavní rozhodčí | Zdeněk Čermák            |  | Stavitelé tratí | Richard Samohýl, Jindřoch Masoun, Zdenk Koč, Zdeněk Mack |
| Název mapy     | Liščí bouda, Houpačka |  | Web závodu      |                          |  | Výsledky závodu |                                                          |

| Zkrácené výsledky             | Zkrácené výsledky  | Zkrácené výsledky  | Zkrácené výsledky | Zkrácené výsledky |
| Pořadí                        | H21 – muži         | H21 – muži         | H21 – muži        | H21 – muži        |
| ----------------------------- | ------------------ | ------------------ | ----------------- | ----------------- |
| Zlatá medaile                 | Jaroslav Kačmarčík | TŽ Třinec          | 2:20:18           |                   |
| Stříbrná medaile              | Jiří Ticháček      | VŠZ Brno           | 2:23:07           | +2:49             |
| Bronzová medaile              | Jaroslav Hořínek   | VŠ Praha           | 2:24:19           | +4:01             |
| 4                             | Miroslav Albrecht  | Dukla Vyškov       | 2:24:27           | +4:09             |
| 5                             | Antonín Sklenář    | Lokomotiva Olomouc | 2:26:37           | +6:19             |
| 6                             | Zdeněk Laciga      | VŠ Praha           | 2:27:05           | +6:47             |
| 7                             | Jiří Sýkora        | TJ Opava           | 2:30:26           | +10:08            |
| 8                             | Martin Telecký     | VŠZ Brno           | 2:34:08           | +13:50            |
| 9                             | Zdeněk Lenhart     | VŠZ Brno           | 2:34:16           | +13:58            |
| 10                            | Vladimír Mikan     | OOB Chrast         | 2:41:05           | +20:47            |
| << předchozí • následující >> |                    |                    |                   |                   |

Souhrnné informace naleznete v článku Mistrovství Československa v orientačním běhu na dlouhé trati.